# Amsterdam-Zuid
Amsterdam-Zuid è uno stadsdeel di Amsterdam. È popolato da 133.810 persone, si estende su 17,41 km² e confina a nord con Amsterdam-Centrum e Amsterdam-West, a ovest con Amsterdam-Oost e ad est con Amsterdam Nieuw-West.

## Quartieri nello stadsdeel di Amsterdam-Zuid
| Immagine | Nome                | Mappa |
| -------- | ------------------- | ----- |
|          | Apollobuurt         |       |
|          | Buitenveldert-Oost  |       |
|          | Buitenveldert-West  |       |
|          | Hoofddorppleinbuurt |       |
|          | Museumkwartier      |       |
|          | Nieuwe Pijp         |       |
|          | Oude Pijp           |       |
|          | Diamantbuurt        |       |
|          | Prinses Irenebuurt  |       |
|          | Rivierenbuurt       |       |
|          | Schinkelbuurt       |       |
|          | Stadionbuurt        |       |
|          | Willemspark         |       |